# Raunchy
Raunchy je instrumentální skladba amerického rock and rollového hudebníka Billa Justise, kterou napsal Justis společně se Sidneym Mankerem a kterou produkoval Sam Phillips. Pochází z Justisova alba Cloud 9 z roku 1957, kdy byla také vydána jako singl. Ještě téhož roku ji nahráli i Billy Vaughn a Ernie Freeman. Justisův originál dosáhl druhého místa v americkém žebříčku Billboard Hot 100, Freemanova verze se umístila na čtvrté příčce. V roce 1998 byla „Raunchy“ uvedena do Síně slávy Grammy.
V roce 1958 zahrál tehdy čtrnáctiletý George Harrison skladbu „Raunchy“ Johnu Lennonovi a Paulu McCartneymu v liverpoolském autobusu. Díky tomu se John Lennon rozhodl přijmout Harrisona do své skupiny The Quarrymen, z které se později stali The Beatles.
Skladba v podání Billy Vaughna a jeho orchestru z roku 1957 byla použita ve znělce československého rozhlasového pořadu Mikrofórum.